# Julius Wortmann
Julius Wortmann (* 15. August 1856 in Höxter, Provinz Westfalen; † 28. Juni 1925 in Boppard) war ein deutscher Mykologe. Er gründete 1894 die erste Hefereinzuchtstation an der Lehr- und Forschungsanstalt für Wein-, Obst- und Gartenbau in Geisenheim.

## Lebensweg
Julius Wortmann besuchte die Volksschule in Höxter und eine Privatschule in Lübbecke sowie das Realgymnasium in Elberfeld. Er studierte die Naturwissenschaften in Berlin und Würzburg. In Würzburg wurde er 1879 bei Julius Sachs mit dem Thema „Ueber die Beziehungen der Intramolecularen zur normalen Athmung der Pflanzen“ zum Dr. rer. nat. promoviert. Im darauffolgenden Jahr erhielt er eine Anstellung als Assistent bei Anton de Bary an der neu gegründeten Kaiser-Wilhelm-Universität in Straßburg. Nach seiner Habilitation 1883 hielt er Vorlesungen über Pflanzenphysiologie. Während eines Zeitraums von 10 Jahren arbeitete er zusammen mit dem Instituts-Vorstand in der Redaktion der Botanischen Zeitung.

## Forschung und Lehre
Als Nachfolger von Professor Hermann Müller (Thurgau) wurde er 1891 bis 1903 Leiter der Pflanzenphysiologischen Versuchsstation in Geisenheim. 1903 wurde er dort zum Professor und Vorstand der pflanzenphysiologischen Versuchsstation ernannt. Wortmanns Forschungsschwerpunkt in Geisenheim war die Gärungsphysiologie. Er erkannte frühzeitig den praktischen Wert einer wissenschaftlich fundierten Gärungskunde und gründete 1894 am Standort Geisenheim die erste Hefereinzuchtstation. Diese Station leitete er bis zum Jahre 1924.

## Administration
Von 1903 bis 1921 war Wortmann Direktor der Lehr- und Forschungsanstalt für Wein-, Obst- und Gartenbau in Geisenheim. Er folgte Rudolf Goethe im Vorsitz der preußischen Rebenveredlungskommission, wo er bis 1924 tätig war. 1907 wurde Julius Wortmann zum Geheimen Regierungsrat ernannt. Er war in vielen Verbänden und Organisationen als Vorstandsmitglied tätig.

## Ehrungen
1892 wurde er zum Mitglied der Deutschen Akademie der Naturforscher Leopoldina gewählt.

## Wichtigste Publikationen
- Anwendung und Wirkung reiner Hefen in der Weinbereitung. Parey, Berlin 1895.
- Die wissenschaftlichen Grundlagen der Weinbereitung (1905) 4. und 5. Auflage, Band II. Kellerwirtschaft im Handbuch Weinbau und Kellerwirtschaft (von Babo und Mach) 1910 und 1921/22. Verlag Paul Parey, Berlin. 1905.
- Untersuchungen über das Bitterwerden der Rotweine. Arbeiten der pflanzenpsychologischen Versuchsstation zu Geisenheim am Rhein, Landwirtschaftliche Jahrbücher, Sonderabdruck, Verlag: Paul Parey, Berlin, 1900.
- Über den Einfluss der Temperatur auf Geruch und Geschmack der Weine. Landwirtschaftliche Jahrbücher, Sonderabdruck, Verlag Paul Parey, Berlin, 1906.
- Bericht der Königlichen Lehranstalt für Wein-, Obst- und Gartenbau zu Geisenheim am Rhein für diverse Etatsjahre ab 1903[7]